# Xysticus autumnalis
Xysticus autumnalis là một loài nhện trong họ Thomisidae.
Loài này thuộc chi Xysticus. Xysticus autumnalis được Ludwig Carl Christian Koch miêu tả năm 1875.